# 参差调谐
参差调谐（staggered tuning）是用于多级调谐放大器的一种技术，其中每一级调谐到的频率有微小的差异。相比同步调谐（每一级都以相同頻率進行调谐），参差调谐可以产生更宽的频带，但是其代價是增益的降低。参差调谐也能让通频带到阻带间的过渡更加锋利。相对于其他类型的滤波器来说，参差调谐和同步调谐电路更容易调谐和制造。
参差调谐电路的功能可以用有理函數表示，因此它们设计出任何主流滤波器响应来，如巴特沃斯响应和切比雪夫响应。可以很容易控制使电路的极点，得到想要的响应，因为有级间放大缓冲。
实际应用包括电视中频放大器（大多是20世纪的接收机）以及WLAN。

## 基本原理

一个典型的多级调谐放大器。如果所有LC电路都在相同频率调谐（在所有 C_{k} * L_{k} 相等时满足条件），则该放大器为同步调谐的。参差调谐中，每一级的 C_{k} * L_{k} 一般不同。

圖中看到隨著同步放大器級數n的增加，其頻寛也會之變窄。每一階的品質因子Q都是10

参差调谐扩大了多级调谐放大器的带宽，但代价是整体增益减小。参差调谐也增加了通带边缘的陡度，因而提高了选择性。

## 设计
调谐放大器（如在条目开头展示的那个）可以更一般地被描述为一个跨导放大器链，每个放大器的负载都为一个调谐电路。

一般的多级调谐放大器

其中对于每一级（忽略后缀）
gm 是放大器的跨导
C 是调谐电路电容
L 是调谐电路电感
G 是放大器的输出电导和下一个放大器的输入电导的总和。

### 放大级增益
该放大器的一级的增益 A(s) 为：
{\displaystyle A(s)={\frac {g_{\mathrm {m} }sL}{s^{2}LC+sLG+1}}}
其中 s 为复频率算子。
这可以用一种更一般的形式来书写，即不要假设谐振器是LC类型的，运用下面的代换，
{\displaystyle \omega _{0}={1 \over {\sqrt {LC}}}}（共振频率）
{\displaystyle A_{0}:=A(\omega _{0})={\frac {g_{\mathrm {m} }}{G}}}（共振时的增益）
{\displaystyle Q={1 \over \omega _{0}LG}}（放大级品质因子）
得到，
{\displaystyle A(s)=A_{0}{\frac {s\omega _{0}}{s^{2}Q+s\omega _{0}+\omega _{0}^{2}Q}}}

### 级带宽
可以通过 s = iω 代换（其中 i 为虛數單位，ω 为角频率），用（角）频率的函数来给出增益表达式
{\displaystyle A(\omega )=A_{0}{\frac {i\omega \omega _{0}}{i\omega \omega _{0}+\omega _{0}^{2}Q-\omega ^{2}Q}}}
频带边缘的频率 ωc 可以通过令频带边缘的增益值等于此表达式的模来求得该表达式，
{\displaystyle |A(\omega _{c})|={\frac {A_{0}}{\sqrt {m}}}}
其中 m 在上文已经定义，如果需要 3 dB 的点则该值等于2。
解出 ωc 并求两个正值解的差，得到带宽 Δω，
{\displaystyle \Delta \omega _{\mathrm {c} }=\omega _{\mathrm {c} 1}-\omega _{\mathrm {c} 2}={\frac {\omega _{0}{\sqrt {(m-1)}}}{Q}}}
以及相对带宽 B，
{\displaystyle B:={\frac {\Delta \omega _{\mathrm {c} }}{\omega _{0}}}={\frac {\sqrt {m-1}}{Q}}}

### 总响应
放大器的总响应是各级的乘积，
{\displaystyle A_{\mathrm {T} }=A_{1}A_{2}A_{3}\cdots }

一个两级参差调谐放大器的增益响应。放大级的 3 dB 相对带宽为 0.125，但总响应增加了约 0.52。

不同放大级 Q 的两级参差调谐放大器的增益响应

理想的是能够依据所需规格的标准低通原型滤波器来设计滤波器。通常会选择光滑的巴特沃斯响应， 但也可以用允许响应中存在漣波的其他多项式函数。  对于陡的边缘，带有纹波的多项式的一个普遍选择是切比雪夫响应。  为了方便变换，级增益表达式可以重新写成下面形式，
{\displaystyle A(s)={\frac {A_{0}}{1+Q\left({\frac {s}{\omega _{0}}}+{\frac {\omega _{0}}{s}}\right)}}}
使用此变换可以变换为低通原型滤波器
{\displaystyle Q\left({\frac {s}{\omega _{0}}}+{\frac {\omega _{0}}{s}}\right)\to {\frac {s}{\omega _{c}'}}}
其中 ω'c 为低通原型滤波器的截止頻率。

## 应用
参差调谐在寬帶應用中的效果最好。以往曾用在電視中頻放大器中。不過現代多半已由SAW滤波器取代。参差调谐在無線應用（例如无线局域网）的超大规模集成电路中相當適用。因為其元件數值的分布範圍不大，比傳統的梯形網絡容易用集成电路來實現。